# Гейдар Алієв (молодший)
Гейдар Ільхам оглу Алієв (азерб. Heydər İlham oğlu Əliyev, нар. 3 серпня 1997 року) — молодша дитина та єдиний син чинного Президента Азербайджану Ільхама Алієва та його дружини Мехрібан Алієвої, яка є віце-президентом Азербайджану з 2017 року.

## Життєпис
Гейдар Алієв-молодший народився 3 серпня 1997. Має двох старших сестер — Лейлу та Арзу. Єдиний син Ільхама Алієва та Мехрібан Алієвої. Його назвали на честь діда президента Гейдара Алієва.
Алієв навчався в університеті ADA, де отримав ступінь бакалавра 2017 року. Потім він проходив військову службу з 2018 по 2019 рік. 
2016 року в Азейбарджані відбувся референдум щодо конституційної поправки, яка включала скасування вікового обмеження для перебування на посаді президента, а також введення посади віце-президента, на який була призначена дружина Ільхама - Мехрібан. На думку оглядачів, Гейдар стане наступником свого батька.

## Майно
2010 року The Dallas Morning News повідомила, що з 2009 року Алієв володіє 9 особняками на набережній у Пальмі Джумейра, Дубай, Об’єднані Арабські Емірати.

## Особисте життя
26 листопада 2022 року Мехрібан опублікувала в Instagram фото, на якому видно, що Гейдар одружився.